# Gran Ducat de Posen
El Gran Ducat de Posen (en polonès: Wielkie Księstwo Poznańskie; en alemany: Großherzogtum Posen) va ser una província autònoma del regne de Prússia a les terres poloneses coneguda de forma comuna com la Gran Polònia entre els anys 1815 i 1848.
Creat a partir dels territoris annexats per Prússia després de les particions de Polònia i establert formalment després de les guerres napoleòniques el 1815. Per acords derivats del Congrés de Viena havia de tenir certa autonomia. Tanmateix, en realitat es va subordinar a Prússia i els drets proclamats pels assumptes polonesos no es van implementar plenament. El nom va ser usat extraoficialment, especialment pels polonesos, i avui és utilitzat pels historiadors moderns per referir-se a diferents entitats polítiques fins a 1918.
La seva capital era Posen (en polonès: Poznań; en alemany: Posen). El Gran Ducat va ser substituït formalment per la Província de Posen en la Constitució de Prússia (1848) del 5 de desembre de 1848.

## Àrea i població
L'àrea era de 28.951 km² i comprenia la majoria de territoris de l'històric voivodat de Gran Polònia, que comprenia la part oest del Gran Ducat de Varsòvia (Departaments de Poznań, Bydgoszcz, i part del de Kalisz) que van ser cedits a Prússia d'acord amb el Congrés de Viena (1815) amb una garantia internacional d'autoadministració i el desenvolupament lliure de la nació polonesa.
Població:
- 776.000 (1815).
- 820.000 (1816).
- 1.350.000 (1849).
- 2.100.000 (1910).

## Persones notables
(en ordre alfabètic)
- Hipolit Cegielski (1815–1868), Home de negocis polonès, activista social i cultural
- Dezydery Chłapowski (1788–1879), General polonès, activista social
- Bernard Chrzanowski (1861–1944), Activista polític i social polonès
- August Cieszkowski (1814–1894), Filòsof polones, cofundador de la Lliga polonesa (Liga Polska), cofundador i president de PTPN
- Bolesław Dembiński (1833–1914), Compositor i organista polonès
- Franciszek Dobrowolski (1830–1896), Director de teatre polonès, editor de Dziennika Poznańskiego
- Tytus Działyński (1796–1861), Activista polític polonès
- Ewaryst Estkowski (1820–1856), Mestre polonès
- Eduard Flottwell (1786–1865), Polític prussià
- Karl Andreas Wilhelm Freymark (1785–1855), Bisbe
- Immanuel Lazarus Fuchs (1833–1902), Matemàtic prussià
- Maksymilian Jackowski (1815–1905), Activista polonès
- Paul von Hindenburg (1847–1934), President de la República de Weimar
- Kazimierz Jarochowski (1828–1888), Historiador polonès, cofundador de PTPN
- Hermann Kennemann (1815–1910), Polític prussià
- Antoni Kraszewski (1797–1870), Polític prussià i parlamentari
- Karol Libelt (1807–1875), Filòsof polonès, president de PTPN
- Karol Marcinkowski (1800–1848), Físic polonès, activista social
- Teofil Matecki (1810–1886), Físic polonès, activista social, membre de PTPN
- Maciej Mielzyński (1799–1870), Activista polític i social
- Ludwik Mycielski, Polish political, President del Consell Nacional (Rada Narodowa) el 1913
- Andrzej Niegolewski (1787–1857), Coronel polonès durant les guerres napoleòniques
- Władysław Oleszczyński (1808–1866), Escultor polonès
- Gustaw Potworowski (1800–1860), Activista polonès
- Edward Raczyński (1786–1845), Polític conservador polonès, fundador de la bibilioteca Raczynski Library de Poznań
- Antoni Radziwiłł (1775–1833), Duc polonès, compositor i polític
- Walenty Stefański (1813–1877), Llibreter polonès, cofundador de la Lliga polonesa (Liga Polska)
- Florian Stablewski (1841–1906), Arquebisbe catòlic de Poznań i Gniezno
- Heinrich Tiedemann (1840–1922), Polític prussià
- Leon Wegner (1824–1873), Economista i historiador polonès, cofundador de PTPN
- Richard Witting (1812–1912), Polític prussià